# Saki Kaskas
Saki Kaskas oder Captain Ginger, geboren als Theodosius Kaskamanidis (* 24. September 1971 in Krefeld; † 11. November 2016 in Vancouver) war ein griechisch-kanadischer Komponist für Videospielmusik, der insbesondere durch seine Arbeiten für die Reihe Need for Speed bekannt wurde.

## Leben
Saki wurde 1971 in Krefeld als Sohn griechischer Eltern geboren. Kurze Zeit nach seiner Geburt zog die ganze Familie nach Vancouver, Kanada. Mit 15 Jahren fing Saki an, Gitarre zu spielen, übte bis zu fünf Stunden am Tag, und nach zwei Jahren spielte er in seiner ersten Band mit dem Namen Omnibol, einer Rockband, die einige Aufmerksamkeit in der Musikszene von Vancouver erregte.
1993 löste sich Omnibol auf, woraufhin Saki begann, in verschiedenen Bands zu spielen: in einer griechischen Folkband, einer Heavy-Metal-Band, einer Band für Covermusik, einer ‘Power trio’ Rockband sowie in einem Gitarrenduo. Er spielte daneben auch Stücke für Werbespots ein.
Saki Kaskas starb am 11. November 2016 in seiner Wohnung in Vancouver an einer Fentanyl-Überdosis. Er kämpfte bereits seit über einem Jahrzehnt gegen seine Heroinsucht. Ein Album, an dem er vor seinem Tod gearbeitet hatte, Theodosius, wurde 2019 postum veröffentlicht; es wurde von seinem Freund und ehemaligen Electronic Arts-Kollegen Jeff Van Dyck mit Hilfe anderer ehemaliger Kollegen wie Traz Damji und Rom Di Prisco fertiggestellt.

## Projekte für Electronic Arts
Ab 1994 war Saki Mitglied bei The Heavy Lounge, einer Band, die Instrumentalmusik im Bereich Progressive Rock mit Anlehnungen an Jazz, Funk und Metal spielte. Als Keyboarder in dieser Band war Jeff van Dyck, der zu dieser Zeit für Electronic Arts arbeitete, tätig. 1996 vermittelte Jeff für Saki einen Vertrag für die Musik zu Need for Speed II, dem zweiten Teil einer erfolgreichen Rennspielserie von Electronic Arts. Bereits kurz darauf arbeitete Saki vollzeit als Komponist für Electronic Arts.

## Andere Projekte
Für die Band The Humble Brothers hat Saki Kaskas Gitarrenparts für Remixes der Musik von Skinny Puppy, Deftones, Linkin Park, Filter, Dry Cell, Anastacia und Static-X erstellt.
2012 hat Saki Kaskas wieder mit eigenen Aufnahmen begonnen, komponierte aber auch weiterhin Musik für Spiele wie Sleeping Dogs.

## Diskografie (Auswahl)
- Need for Speed II
- Need for Speed III: Hot Pursuit
- Need for Speed: High Stakes
- NHL 97
- NHL 98
- Missile Command
- Need for Speed: Porsche Unleashed
- Rugby 2001
- SimCity 4
- Mass Effect 2

## Trivia
Eines der bekanntesten Stücke von Saki Kaskas ist Callista, das erstmals in Need for Speed: High Stakes, dem vierten Teil der Serie Need for Speed und später erneut in Mass Effect 2 verwendet wurde.